# Педяямяе
Пе́дяямяе, або Пе́дьямяе, (ест. Pedäjämäe lump, Pedjamäe tiik, Kaagu tiigid) — штучне озеро в Естонії, у волості Вастселійна повіту Вирумаа.

## Розташування
Педяямяе належить до Чудського суббасейну Східноестонського басейну.
Озеро лежить на північній околиці села Кааґу.

## Опис
Загальна площа озера становить 1,3 га. Найбільша глибина — 3 м. Довжина берегової лінії — 619 м. Площа водозбору — 1 км².